# دوروتی پارکر
دوروتی پارکر (انگلیسی: Dorothy Parker; ۲۲ اوت ۱۸۹۳ – ۷ ژوئن ۱۹۶۷) شاعر، نویسنده داستانهای کوتاه، منتقد و طنزنویس اهل ایالات متحده آمریکا بود. او از اعضای میزگرد الگونکوین بود.
وی از همان ابتدای انتشار نیویورکر با این مجله همکاری داشت و عمیقاً درگیر فعالیت‌های سیاسی و مدنی بود و در نوشته‌هایش به نقد اجتماع و صاحبان قدرت می‌پرداخت.
او در سال ۱۹۲۹ جایزهٔ اُ. هنری را از آن خود کرد.
تنها کتاب داستانی از وی که به زبان فارسی ترجمه شده‌است، مرخصی عاشقانه نام دارد.
فیلم خانم پارکر و محفل شرور (۱۹۹۴) از زندگی او الهام گرفته‌است.

## مرگ
پارکر در 7 ژوئن 1967 بر اثر حمله قلبی  در سن 73 سالگی درگذشت. او در وصیت نامه خود دارایی خود را به مارتین لوتر کینگ جونیور و پس از مرگ کینگ به NAACP وصیت کرد .  در زمان مرگ، او در هتل مسکونی Volney در خیابان 74 شرقی زندگی می کرد. 

## نمونه اشعار
کلاف‌های درهم‌تنیده‌ای از سایه‌ها، در گردش به آرامی
اینجا هیچ برگ جداافتاده‌ای نیست یا خاری به تنهایی
همه چیز در هم آمیخته تا یکی شود.
مهتاب هوا را نمی‌شکافد، نورِ آبیِ کبود
به کندی چرخ می‌خورد
تا دوباره بیارامد.
در تمام طول شب هیچ نشانهٔ آشکاری نیست
جز در آغوش من. [
]